# Lepidiota grata
Lepidiota grata är en skalbaggsart som beskrevs av Blackburn 1890. Lepidiota grata ingår i släktet Lepidiota och familjen Melolonthidae. Inga underarter finns listade i Catalogue of Life.